# Derartu Tulu
Derartu Tulu (Bejoki, 21 de março de 1972) é uma corredora da Etiópia, da linhagem dos campeões olímpicos Abebe Bikila e Mamo Wolde, especializada em longas distâncias em pista, estrada e na maratona.
É uma das maiores fundistas do mundo e bicampeã olímpica dos 10.000 metros nos Jogos Olímpicos de Barcelona em 1992 e em Sydney em 2000.
Tulu é da etnia Oromas e cresceu tocando gado na vila de Bekoji, nas terras altas da província de Arsi, a mesma vila de Kenenisa Bekele, outro corredor etíope de grande fama mundial. Aos 17 anos, entrou para a força policial da Etiópia.
Suas primas Genzebe Dibaba, Ejegayehu Dibaba e Tirunesh Dibaba, também são corredoras de alto nível internacional, e Tirunesh é bicampeã olímpica e tetracampeã mundial nos 10.000 e 5.000 metros, continuando a brilhante história atlética dos Oromas, que começou em 1960 com Abebe Bikila.

## Jogos Olímpicos
Tulu foi a primeira etíope e a primeira africana a ganhar uma medalha de ouro olímpica, em Barcelona 92, que lançou sua carreira internacional. Em 1993 e 1994 pouco competiu devido à uma lesão no joelho, mas em 1995 voltou a conquistar o ouro no Campeonato Mundial de Cross-Country, depois de chegar ao local da competição quase na hora da largada. No mesmo ano, ela perdeu para a portuguesa Fernanda Ribeiro no Campeonato Mundial de Atletismo de Gotemburgo, na Suécia, ficando com a prata nos 10000m.
O ano de 1996 foi difícil para Tulu, que perdeu as sapatilhas durante a prova do Mundial de Cross-Country  e conseguiu apenas o quarto lugar, a mesma posição nos 10.000m dos Jogos Olímpicos de Atlanta.
Nos dois anos seguintes ela se retirou das competições após ter uma filha, mas retornou em 2000 na melhor forma de sua vida e ganhou novamente a medalha de ouro nos 10.000 de Sydney, a única mulher bicampeã olímpica na curta história dessa prova no feminino. No ano seguinte conseguiu finalmente ser campeã mundial desta prova, conquistando o ouro no Mundial de Atletismo de Edmonton, no Canadá.
No mesmo ano, Tulu fez a transição para os 42 km da maratona e venceu as maratonas de Londres e Tóquio. No Mundial de 2005 ela conseguiria o melhor tempo da carreira na distância, 2h 23m 30s, apesar de chegar em quarto. Em 2009, ainda venceu a Maratona de Nova York, à frente da recordista mundial Paula Radcliffe.
Em 2010, com 38 anos, Tulu ainda compete em alto nível, enquanto suas velhas rivais desapareceram ou deixaram o atletismo. Ela é um ícone do movimento olímpico e muitos lembram-se de sua volta olímpica em Barcelona, de mãos dadas para o alto com a sul-africana branca Elana Meyer, medalha de prata na prova, no ano que a África do Sul voltou a competir nas Olimpíadas, que simbolizava o fim do apartheid sobre a pista.

## Reconhecimento
É uma das 100 Mulheres da lista da BBC de 2017.